# Ebe (navire-école)
Le Ebe est un ancien navire-école de la marine italienne. Initialement c'était un navire de commerce nommé San Giorgio qui a été acquis par la Marina Militare et utilisé pour former des sous-officiers entre 1952 et 1958. Depuis 1963, le navire musée est conservé et exposé au Musée des sciences et des techniques Léonard de Vinci à Milan.

## Historique
La construction du navire a commencé en décembre 1918, dans le chantier naval Benetti à Viareggio. Il a été lancé le 21 août 1921 sous le nom de San Giorgio pour être utilisé au transport maritime à courte distance entre Gênes et Torre del Greco. En 1937, il a été équipé d'un moteur auxiliaire qui fournissait une vitesse de 4 nœuds en cas de manque de vent. À la fin des années 1930 et au début des années 1940, il transportait souvent diverses marchandises le long de la route Cagliari-Naples-Gênes, couvrant de courtes distances sur une période de quelques jours. Il a également effectué des voyages occasionnels en Afrique du Nord, transportant des marchandises.
Au déclenchement de la Seconde Guerre mondiale, San Giorgio fut réquisitionné par la Regia Marina et converti en dragueur de mines. Après la guerre, il est redevenu un cargo.
En 1952, la Marina Militare a acheté le San Giorgio et l'a converti en navire-école sous le nom d' Ebe. La cale a été convertie pour accueillir des étudiants, le navire a été équipé d'un nouveau moteur auxiliaire et la proue a été décorée d'une figure de proue en forme de sirène. De 1953 à 1956, Ebe a effectué des voyages de formation dans les mers Méditerranée, Tyrrhénienne et Adriatique.

### Navire musée
Remplacé en 1958 par le trois-mâts goélette Palinuro, Ebe est affecté à la base navale de Portoferraio et à partir de 1960 tombe en désuétude. Transféré à La Spezia pour être démoli, il a été acheté par le Musée des sciences et des techniques Léonard de Vinci à Milan. En 1963, les chantiers navals de Le Grazie, une ville proche de La Spezia, ont commencé la restauration de la coque. Puis il a été transporté à Milan avec d'autres éléments et a été remonté à l'intérieur du bâtiment de l'air et de l'eau du musée, où il est encore conservé et exposé aujourd'hui.

## Galerie

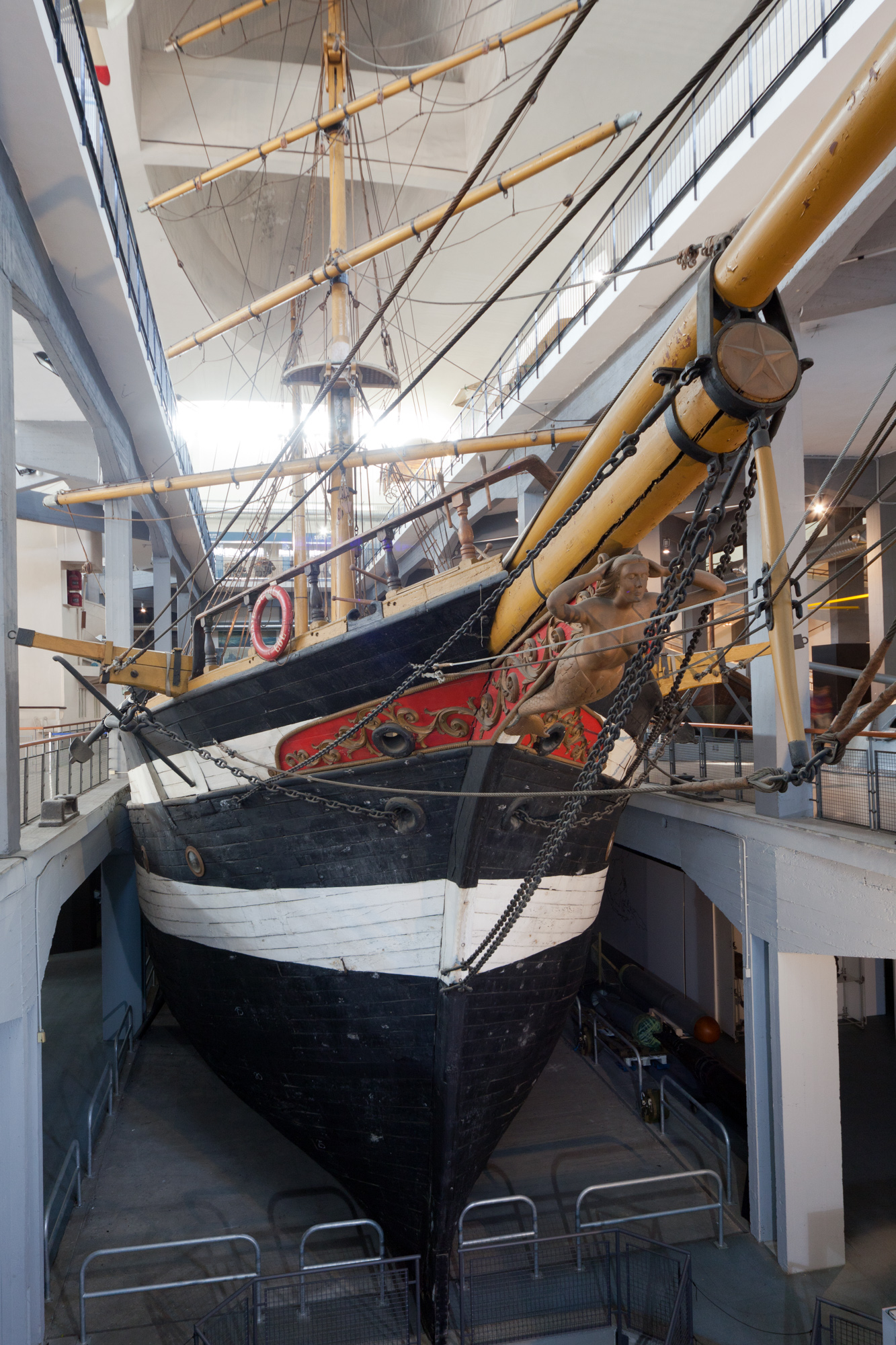
Ebedans le musée
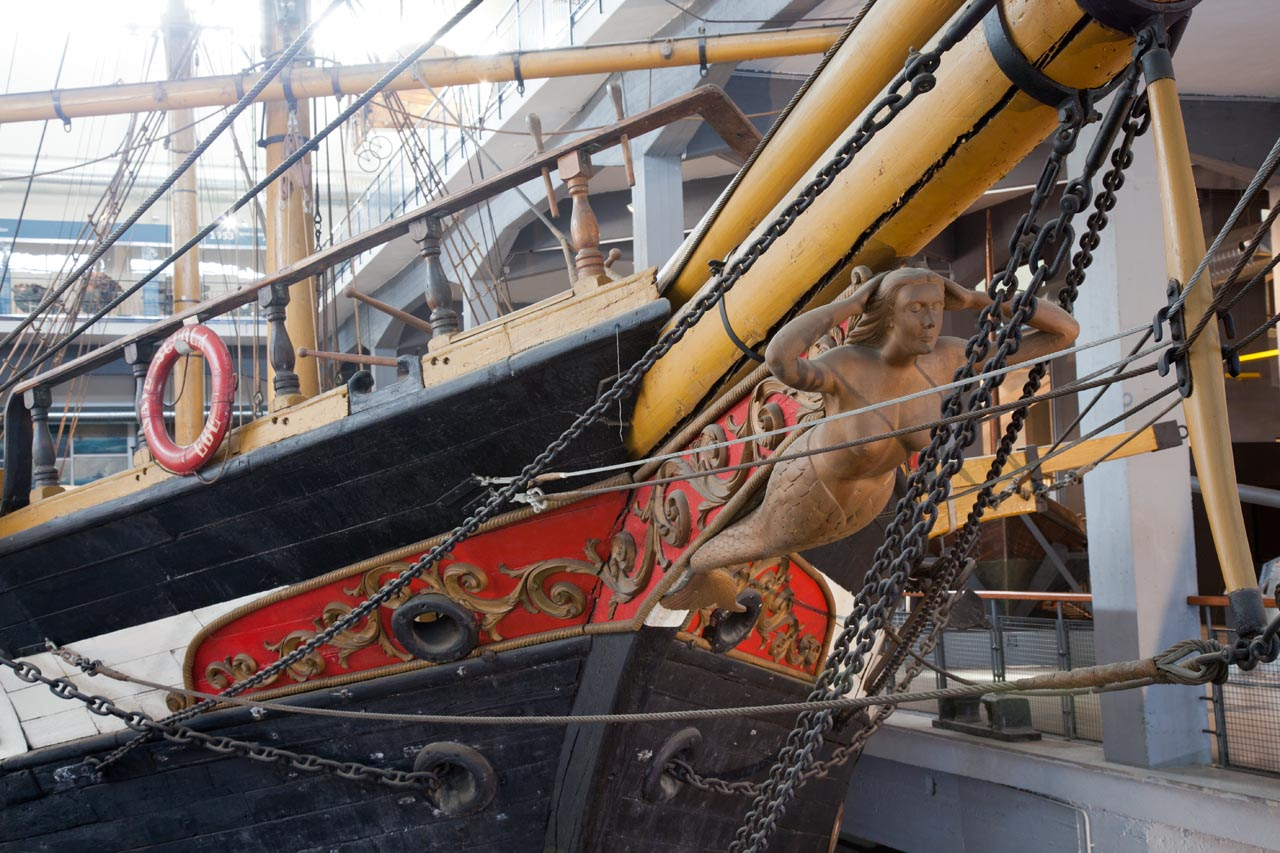
Figure de proue
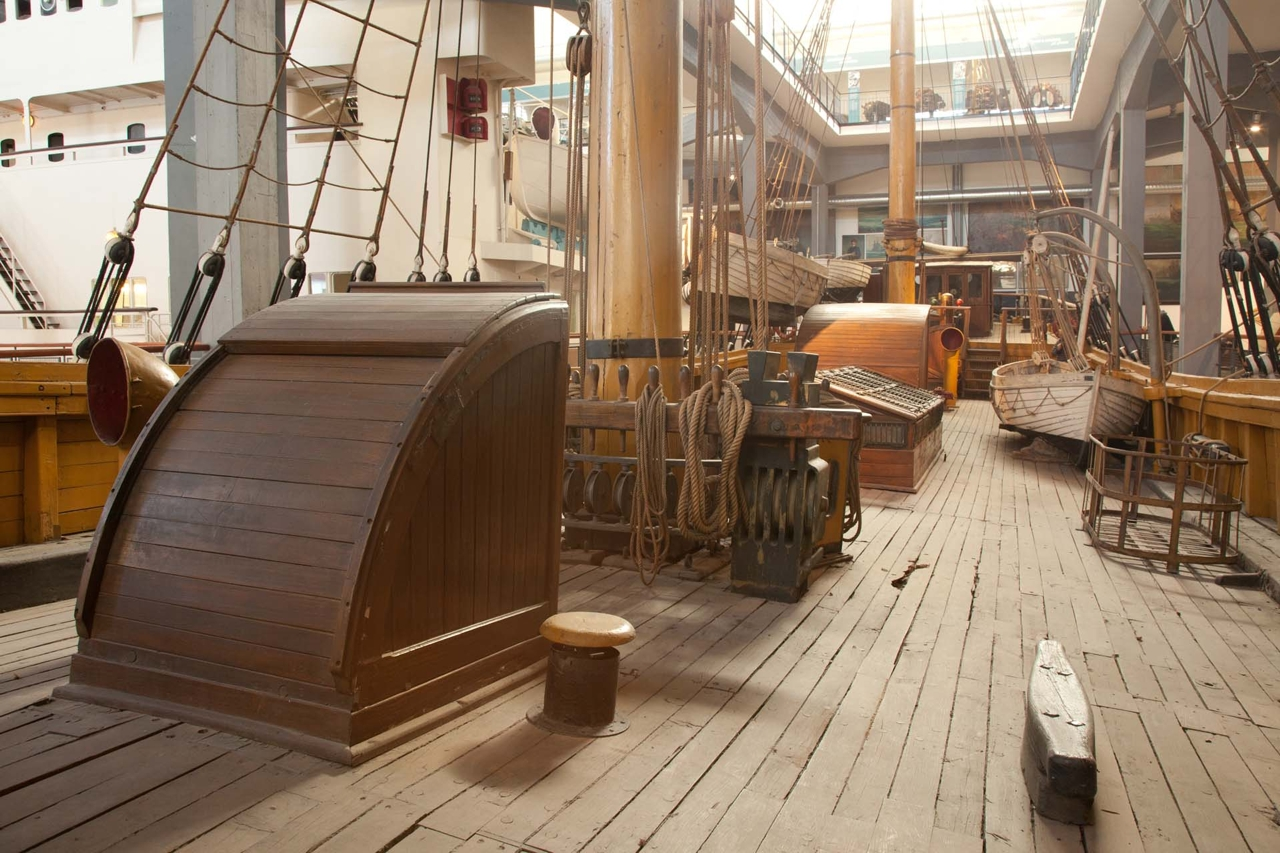
Le pont